# Panamá en los Juegos Olímpicos de la Juventud 2018
Panamá compitió en los Juegos Olímpicos de la Juventud 2018 en Buenos Aires, Argentina, celebrados entre el 6 y el 18 de octubre de 2018. Obtuvo su primera medalla en unos Juegos Olímpicos de la Juventud, con el oro logrado por Marissa Thompson en ecuestre, modalidad saltos por equipos como parte del equipo de Norteamérica (Panamá, Honduras, Haití, México y Estados Unidos).

## Medallero
| Medalla       | Oro | Plata | Bronce | Total |
| ------------- | --- | ----- | ------ | ----- |
| Total oficial | 1   | 0     | 0      | 1     |

## Disciplinas

### Equitación
Panama clasificó a un atleta en esta disciplina basado en su ranking del Torneo Mundial de Salto Ecuestre de la FEI.
- Salto ecuestre individual - 1 atleta